# The Rocketeer (trilha sonora)
The Rocketeer: Original Motion Picture Soundtrack é um álbum da trilha sonora composta por James Horner para o filme de 1991 de mesmo nome dirigido por Joe Johnston. A trilha sonora original foi lançada pela Hollywood Records em 10 de junho de 1991, que inclui grande parte da trilha sonora de Horner e duas canções cover — "Begin the Beguine" (1935) e "When Your Lover Has Gone" (1931) — todas elas foram interpretadas por Melora Hardin e arranjadas por Billy May. Após o lançamento, o álbum foi lançado em vários formatos físicos.
O álbum foi então relançado pela Intrada Records, que lançou um álbum de trilha sonora completo em 24 de junho de 2016. É um conjunto de CDs de dois discos que continha a trilha sonora da lista de faixas inicial (incluindo as duas músicas) e material adicional da trilha sonora usada no filme. Foi remasterizado e relançado em 28 de maio de 2021. A trilha sonora recebeu elogios da crítica musical, elogiando os momentos nostálgicos e os temas heróicos. Foi frequentemente considerada uma das melhores trilhas sonoras de Horner em sua carreira e também considerada uma das melhores trilhas sonoras para um filme de super-heróis.

## Faixas

### Lançamento original
| N.º            | Título                                       | Duração |  |
| 1.             | ""Main Title / Takeoff""                     | 4:45    |  |
| 2.             | ""The Flying Circus""                        | 6:26    |  |
| 3.             | ""Jenny""                                    | 5:14    |  |
| 4.             | ""Begin the Beguine"" (Melora Hardin)        | 3:46    |  |
| 5.             | ""Neville Sinclair's House""                 | 7:24    |  |
| 6.             | ""Jenny's Rescue""                           | 3:24    |  |
| 7.             | ""Rendezvous at Griffith Park Observatory""  | 8:14    |  |
| 8.             | ""When Your Lover Has Gone"" (Melora Hardin) | 3:30    |  |
| 9.             | ""The Zeppelin""                             | 7:59    |  |
| 10.            | "Rocketeer to the Rescue / End Title""       | 6:36    |  |
| Duração total: | Duração total:                               | 57:18   |  |

### Disco 1
| N.º            | Título                              | Duração |  |
| 1.             | "Main Title"                        | 4:43    |  |
| 2.             | "The Gizmo"                         | 3:25    |  |
| 3.             | "Finding The Rocket"                | 1:52    |  |
| 4.             | "Neville And Eddie"                 | 1:07    |  |
| 5.             | "Testing The Rocket"                | 2:40    |  |
| 6.             | "Lothar Gets Wilmer"                | 1:44    |  |
| 7.             | "The Helmet"                        | 0:45    |  |
| 8.             | "The Laughing Bandit"               | 1:10    |  |
| 9.             | "Neville Eavesdrops"                | 1:25    |  |
| 10.            | "The Flying Circus"                 | 6:35    |  |
| 11.            | "A Hero Is Born / Bye Bye Bigelow"  | 2:51    |  |
| 12.            | "Begin The Beguine"                 | 3:44    |  |
| 13.            | "Jenny's Rescue"                    | 3:52    |  |
| 14.            | "Love Theme" (não aparece no filme) | 5:10    |  |
| 15.            | "Cliff To The Club"                 | 0:49    |  |
| 16.            | "Cliff The Waiter"                  | 0:32    |  |
| 17.            | "When Your Lover Has Gone"          | 3:28    |  |
| 18.            | "South Seas Send Up"                | 3:43    |  |
| 19.            | "Neville Sinclair's House"          | 7:19    |  |
| 20.            | "Cliff Caught"                      | 1:38    |  |
| 21.            | "Rendezvous At Observatory"         | 8:10    |  |
| Duração total: | Duração total:                      | 66:42   |  |

### Disco 2
| N.º            | Título                                        | Duração |  |
| 1.             | "The Zeppelin"                                | 7:56    |  |
| 2.             | "End Title / End Credits"                     | 6:30    |  |
| 3.             | "Main Title / Takeoff"                        | 4:43    |  |
| 4.             | "The Flying Circus"                           | 6:23    |  |
| 5.             | "Jenny" (não aparece no filme)                | 5:10    |  |
| 6.             | "Begin The Beguine" (Melora Hardin)           | 3:44    |  |
| 7.             | "Neville Sinclair's House"                    | 7:20    |  |
| 8.             | "Jenny's Rescue"                              | 3:21    |  |
| 9.             | "Rendezvous At The Griffith Park Observatory" | 8:10    |  |
| 10.            | "When Your Lover Has Gone" (Melora Hardin)    | 3:28    |  |
| 11.            | "The Zeppelin"                                | 7:56    |  |
| 12.            | "Rocketeer To The Rescue/End Title"           | 6:30    |  |
| Duração total: | Duração total:                                | 71:11   |  |